# San Agustín (Wenezuela)
San Agustín – miasto w Wenezueli, w stanie Monagas.